# Textures
Textures foi uma banda neerlandesa de metalcore que existiu entre os anos de 2001 e 2017. A banda era considerada pioneira no recém criado gênero de metal denominado djent, assim como sendo uma das bandas mais relevantes associadas a cena djent. .
O fim da banda fora publicado em seu site oficial, no dia 17 de maio de 2017, tornando oficial os rumores de que a banda se separaria e não haveria o lançamento do álbum duplo intitulado "Genotype", antecipado para 2017.

## Integrantes

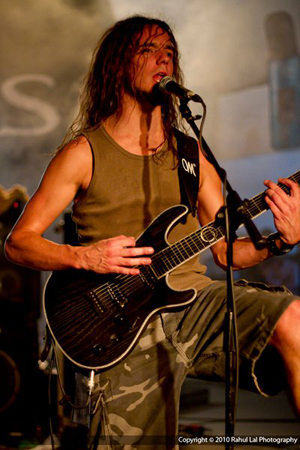
O guitarrista Bart Hennephof em 2011.

### Última formação
- Stef Broks - bateria (2001 - 2017[3])
- Bart Hennephof - guitarra, vocal de apoio (2001 - 2017)
- Remko Tielemans - baixo (2007 - 2017)
- Uri Dijk - teclado (2010 - 2017)
- Daniël de Jongh - vocal (2010 - 2017)
- Joe Tal - guitarra (2013 - 2017)

### Anteriores
- Richard Rietdijk - teclado (2001 - 2010)
- Dennis Aarts - baixo (2001 - 2007)
- Pieter Verpaalen - vocal (2001 - 2003)
- Eric Kalsbeek - vocal (2004 - 2010)
- Jochem Jacobs - guitarra, vocal de apoio (2001 - 2013, 2014)

## Discografia

### Álbuns de estúdio
- 2003 - Polars
- 2006 - Drawing Circles
- 2008 - Silhouettes
- 2011 - Dualism[4]
- 2016 - Phenotype
- 2017 - Genotype (não lançado)